# Thuiaria mereschkowskii
Thuiaria mereschkowskii is een hydroïdpoliep uit de familie Sertulariidae. De poliep komt uit het geslacht Thuiaria. Thuiaria mereschkowskii werd in 1914 voor het eerst wetenschappelijk beschreven door Kudelin. 